# Черненко, Александр Иванович
Александр Иванович Черненко (31 мая 1897, слобода Николаевская Астраханской губернии — 7 ноября 1956 года, Ленинград) — русский советский писатель и поэт, редактор, военный корреспондент. Член Союза писателей СССР (1934), участник Первого съезда советских писателей. Основатель и первый главный редактор журнала «Нева» (1955—1956). Автор выдержавших более десяти переизданий повестей «Расстрелянные годы» (1930) и «Моряна» (1934).

## Биография
Родился 31 мая 1897 года в слободе Николаевской Астраханской губернии в семье крестьянина-бедняка.
В 1917 году окончил пять классов Астраханской торговой школы, в школе начал писать стихи, был редактором школьного журнала «Ученик» и газеты «Юный республиканец».
В 1918 году стал работать в уездных газетах «Красное Поволжье» и «Коммунар». Участник Гражданской войны — боец коммунистического батальона.
В начале 1920-х годов жил в Царицыне, возглавлял Царицынский губгосиздат, редактировал ряд поволжских периодических изданий, был одним из организаторов Царицынской ассоциации пролетарских писателей (ЦАПП). В 1921 году в центральных газетах «Красная газета», «Правда» и «Петроградская правда» были опубликованы его новеллы о голоде в Поволжье — «Тени голода». С 1924 года — царицынский корреспондент «Известий», а с 1925 года — корреспондент «Красной газеты».
В 1926—1929 годах жил в Новгороде, где редактировал журнал «Литье» и был секретарём местной газеты «Звезда».
В 1930 году переехал в Ленинград, где в 1930—1934 годах работал в журнале «Резец».
В 1934 году был участником Первого съезда писателей СССР, в числе делегатов от Ленинграда, став одним из первых членов Союза писателей СССР.
С началом Великой Отечественной войны вступил добровольцем в Ленинградское народное ополчение, с декабря 1942 года — сотрудник Политуправления 3-го Украинского фронта, редактор фронтовой газеты «Советский воин», гвардии майор. На фронте вступил в ВКП(б), в качестве военного корреспондента принимал участие в Сталинградской битве.
После войны вернулся в Ленинград был членом редколлегии литературно-художественного «Ленинградского альманаха».
В 1955 году основал журнал «Нева» и стал его главным редактором.
Был женат на женщине сурового характера, Черненко Марии Глебовне, в браке у них появились двое детей. Старший, сын, Черненко Владимир Александрович, а 19 октября 1933 года на свет появилась дочь, Черненко Моряна Александровна.
Умер в 1956 году, похоронен на Литераторских Мостках Волковского кладбища.

## Награды
- Медаль «За оборону Ленинграда» (1943),
- Орден Красной Звезды (1943),
- Орден Отечественной войны II степени (1945).

## Семья
Был женат на женщине сурового характера Черненко Марии Глебовне и в браке у них появились двое детей. Старший сын Черненко Владимир Александрович и 19 октября 1933 года на свет появилась дочь Черненко Моряна Александровна. С супругой назвали дочь в честь одноимённой повести «Моряна», которая была издана в 1934 году.
Старший сын Черненко Владимир Александрович трагически погиб. Дочь Черненко Моряна Александровна в возрасте 87 лет скончалась во время сна 30 августа 2021 года в окружении своей дочери Арехва Екатерины Михайловны и внучек Вержбицкой Анастасии Владиславовны и Вержбицкой Виктории Владиславовны. Черненко Моряна Александровна была похоронена по её просьбе к своему отцу и писателю Черненко Александру Ивановичу на Литераторских мостках Волковского кладбища.

## Память
- В 1958 году в честь Александра Черненко была названа одна из астраханских улиц, которая прежде называлась улицей Северной.
- На доме № 6 по улице Бурова в Астрахани, где в 1951—1953 годах жил писатель, установлена мемориальная доска.

## Творчество
Первые стихи и рассказы опубликованы в 1918 году в уездной газеты «Красное Поволжье», печатался под псевдонимом: Ал. Никчемный.
В 1921 году в центральных газетах «Красная газета» и «Правда» были опубликованы новеллы о голоде в Поволжье — «Тени голода».
В 1922 году в Царицыне вышла первая книга — сборник агитационных стихов «Стальная вьюга».
В 1930 году была издана повесть «Расстрелянные годы» — основанная на автобиографии писателя история мальчика — сын грузчика на Волге; показаны детство рабочего паренька в нижневолжском портовом городе, безрадостная жизнь рабочих, лесопилыциков, кирпичников, грузчиков, их борьба с произволом хозяев портового города и царской властью в 1905 году.
В 1934 году издана повесть «Моряна», сюжет которой построен по горячим следам событий, вызванных резким обострением классовой борьбы перед началом коллективизации. Повесть была хорошо принята критикой, «Моряну» называли рыбацкой «Поднятой целиной», в 1935 году режиссёром И. И. Мутановым снимался кинофильм по повести, но не вышел на экран. Повесть «Моряна» неслучайно названа в честь резкого, сильного ветра, дующего с моря в устьях рек на Каспийском море, который играет не последнюю роль в судьбах героев.
После войны писал рассказы, составившие с десяток сборников.